# تفکر خارج از چارچوب

پازل ۹ نقطه‌ای که در آن باید هر ۹ نقطه با چهار خط مستقیم یا کمتر بدون برداشتن قلم یا بیش از یک بار رد شدن دو خط از روی هم به هم وصل شوند.

فکر کردن خارج از جعبه (همچنین تفکر خارج از جعبه یا تفکر خارج از چارچوب) استعاره‌ای است به معنی فکر کردن به روشی متفاوت، غیرمعمولی، مبتکرانه یا از جنبه‌ای متفاوت. این اصطلاح در دهه‌های ۱۹۷۰ و ۱۹۸۰ در حوزه مشاوره مدیریتی سرچشمه گرفت که مشاوران از مراجعان می‌خواستند پازل ۹ نقطه‌ای را که نیاز به تفکر جانبی داشت حل کنند. در آموزش رقص و ورزش های رزمی نیز ممکن است این اصطلاح برای تشویق به رقص خلاقانه و خارج از حرکات هندسی کلیشه‌ای به کار رود.
این عبارت یا کلیشه به طور گسترده‌ای در محیط‌های کسب و کار به خصوص توسط مشاوران مدیریت و مربیان اجرایی به کار گرفته شده است.

یکی از راه حل‌های بسیار برای پازل ۹ نقطه‌ای.